# Santa María de los Llanos
Santa María de los Llanos ist eine Gemeinde (Municipio) und ein Dorf mit 668 Einwohnern (Stand: 2024) in der Provinz Cuenca in der Autonomen Region Kastilien-La Mancha. 

## Lage
Santa María de los Llanos liegt etwa 85 Kilometer südwestlich von Cuenca in einer Höhe von ca. 710 m. Durch die Gemeinde führt die Autopista AP-36.

## Bevölkerungsentwicklung
| 1970 | 1981 | 1991 | 2001 | 2011 | 2021 |
| ---- | ---- | ---- | ---- | ---- | ---- |
| 1101 | 942  | 903  | 834  | 760  | 678  |

## Sehenswürdigkeiten

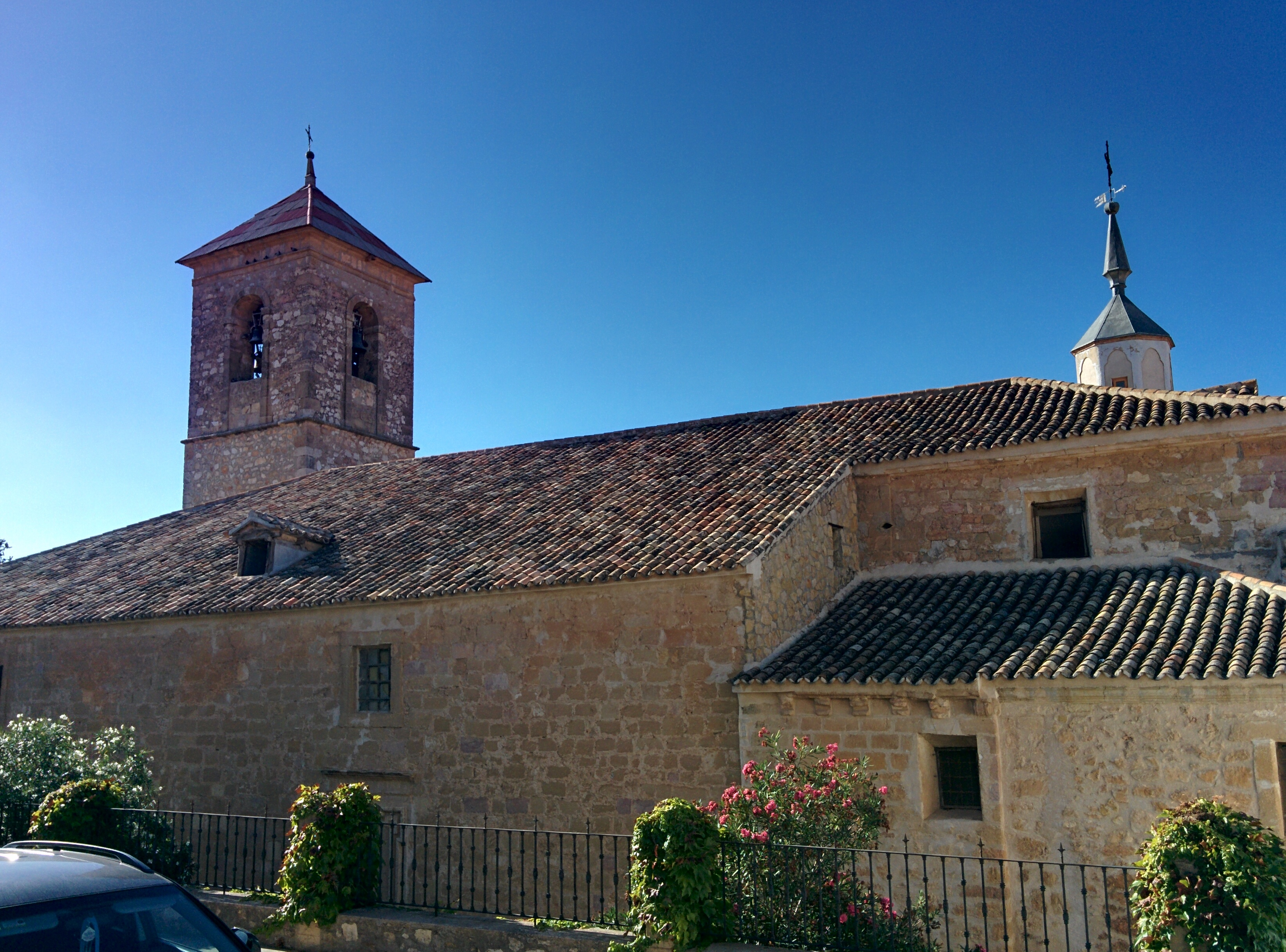
Kirche Mariä Himmelfahrt
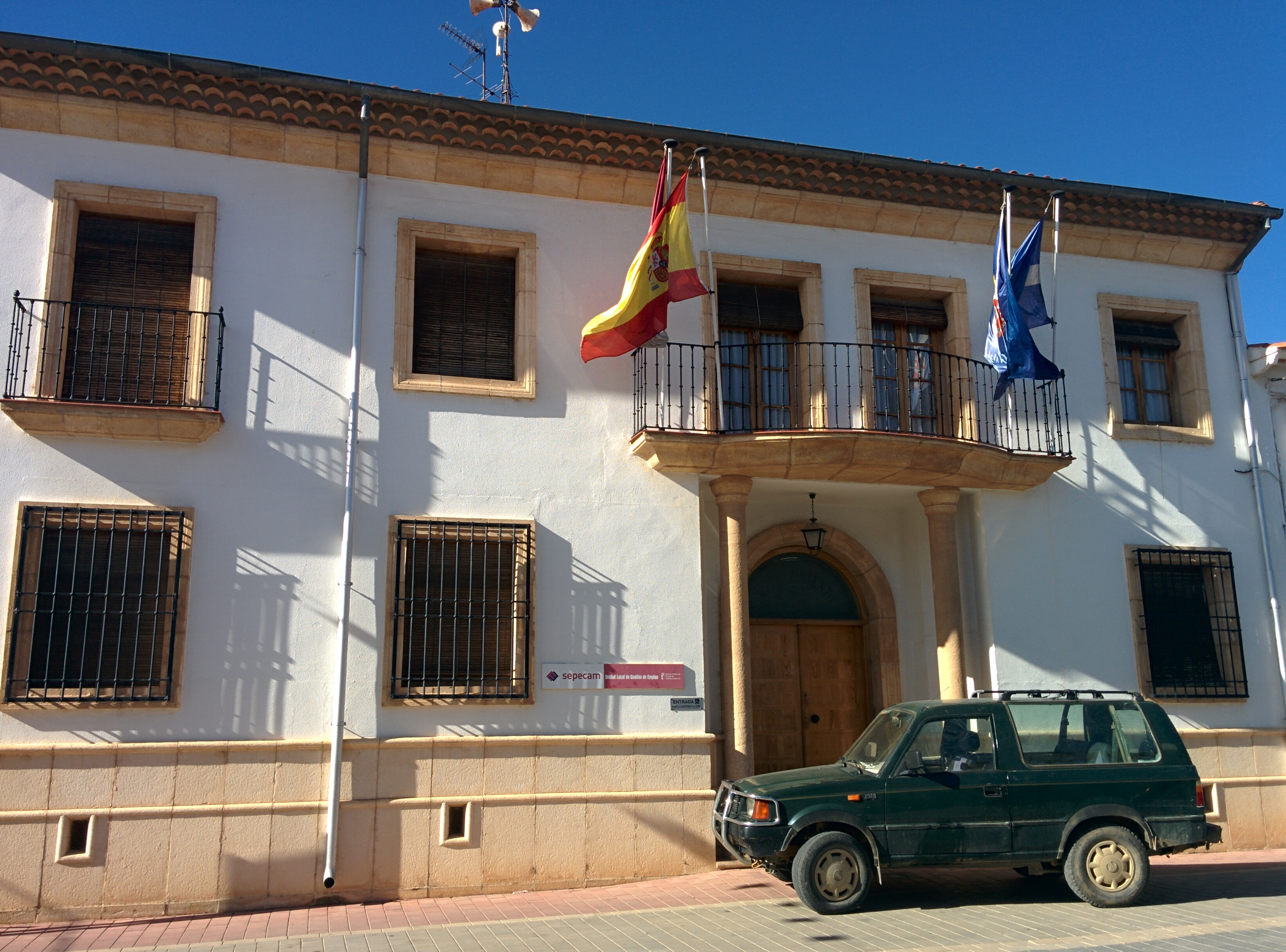
Rathaus

- Kirche Mariä Himmelfahrt
- Rathaus